# بتسی برانتلی
بتسی برانتلی (به انگلیسی: Betsy Brantley) (زاده ۲۰ سپتامبر ۱۹۵۵) بازیگر آمریکایی است.
از فیلم‌های معروف او می‌توان به بازی در فیلم مخاطره مضاعف، معامله‌گر سرکش، میدان واشینگتن و پنج روز یک تابستان اشاره کرد.